# Evron (Izrael)
Evron (hebrejsky עֶבְרוֹן, v oficiálním přepisu do angličtiny Evron) je vesnice typu kibuc v Izraeli, v Severním distriktu, v Oblastní radě Mate Ašer.

## Geografie
Leží v nadmořské výšce 25 metrů v intenzivně využívané a hustě osídlené Izraelské pobřežní planině, nedaleko západních okrajů svahů Horní Galileji, cca 1 kilometr od břehů Středozemního moře a 11 kilometrů od libanonských hranic.
Obec se nachází 1 kilometr jižně od města Naharija, s nímž tvoří souvislý urbanistický celek, cca 105 kilometrů severoseverovýchodně od centra Tel Avivu a cca 22 kilometrů severovýchodně od centra Haify. Evron obývají Židé, přičemž osídlení v tomto regionu je převážně židovské. Na jižní straně ale s kibucem sousedí menší město Mazra'a, které obývají izraelští Arabové.
Evron je na dopravní síť napojen pomocí severojižní tepny dálnice číslo 4.

## Dějiny
Evron byl založen v roce 1945. Jeho název odkazuje na město Ebrón připomínané zde v Bibli, Kniha Jozue 19,28
Počátky nynějšího kibucu sahají do roku 1937, kdy poblíž Naharije vznikla pracovní komunita Jekim (יקים). V roce 1945 její členové získali do trvalého užívání zemědělskou půdu a založili stálou osadu. Před vznikem státu Izrael šlo o jedno z center židovských jednotek Palmach. Obyvatele kibucu tvořili převážně noví židovští přistěhovalci ze střední Evropy, napojení na organizaci ha-Šomer ha-Ca'ir. Zpočátku šlo hlavně o Židy z Německa, později dorazili i Židé z Polska nebo Sedmihradska a nakonec i židovští přistěhovalci bulharského původu.
Ekonomika kibucu je založena na zemědělství, podnikání a průmyslu (výroba součástek pro zavlažovací systémy v podniku Bermad). Je tu knihovna, společenské centrum, plavecký bazén a sportovní areály. V Evron fungují zařízení předškolní péče. Základní škola je v nedalekém městě Naharija. Přímo v kibucu ale slouží střední škola využívaná i žáky z okolních vesnic.
Členem kibucu byla členka protinacistického odboje a izraelská politička Haika Grossman (1919–1996).

## Demografie
Obyvatelstvo kibucu Evron je sekulární. Podle údajů z roku 2014 tvořili naprostou většinu obyvatel v Evron Židé (včetně statistické kategorie "ostatní", která zahrnuje nearabské obyvatele židovského původu ale bez formální příslušnosti k židovskému náboženství).
Jde o menší sídlo vesnického typu s dlouhodobě stagnující populací. K 31. prosinci 2014 zde žilo 750 lidí. Během roku 2014 populace stoupla o 1,9 %.
| Rok            | 1948 | 1961 | 1972 | 1983 | 1995 | 2001 | 2003 | 2004 | 2005 | 2006 | 2007 | 2008 | 2009 | 2010 | 2011 | 2012 | 2013 | 2014 |
| -------------- | ---- | ---- | ---- | ---- | ---- | ---- | ---- | ---- | ---- | ---- | ---- | ---- | ---- | ---- | ---- | ---- | ---- | ---- |
| Počet obyvatel | 331  | 491  | 568  | 587  | 679  | 671  | 696  | 702  | 693  | 701  | 708  | 702  | 702  | 708  | 727  | 730  | 736  | 750  |